# Jean-Pierre Latour
Jean-Pierre Latour, né le 20 juillet 1733 à Aspet (Haute-Garonne) où il est mort le 16 juin 1824, est un homme politique français.
Médecin, maire d'Aspet, il est député du tiers état aux États généraux de 1789 pour le comté de Comminges. Il vote avec la majorité.